# Чирки (Оршанський район)
Чи́рки (рос. Чирки, марій. Чирки) — присілок у складі Оршанського району Марій Ел, Росія. Входить до складу Шулкинського сільського поселення.

## Населення
Населення — 481 особа (2010; 523 у 2002).
Національний склад (станом на 2002 рік):
- марі — 93 %